# ポール・ジャクソン (ベーシスト)
ポール・ジャクソン（Paul Jackson、1947年3月28日 - 2021年3月18日）は、アメリカのベーシスト。ギタリストのポール・ジャクソン・ジュニアと混同されることが多いが、血縁関係その他はない。

## 略歴
カリフォルニア州オークランド生まれ。16歳からジャズ・ベーシストとしての活動を始める。1967年に徴兵された際、陸軍音楽隊員のファゴット奏者としてヨーロッパで活動した経験を持つ。ハービー・ハンコックのバックとしても活動し、1973年のアルバム『ヘッド・ハンターズ』にも参加。後に他のメンバーとともにザ・ヘッドハンターズを結成している。
日本人女性との結婚を機に1985年に日本に移住。「Jazz for Kids」と銘打って全国の学校を回り、ブルースやジャズなどの黒人音楽を紹介する活動を行なった。
1998年にはザ・ヘッドハンターズの再結成に参加、2001年からは兵庫県芦屋市に在住し、関西を拠点として音楽活動を行なっている。2000年に24歳で夭折したラッパーのA-TWICE（ラフラ・ジャクソン）は息子。
2021年3月18日17時40分、敗血症性ショックのため千葉県市川市内の病院で死去。73歳没。

## 使用楽器
1970年代はフェンダー社製のテレキャスターベースを愛用。後年はESP社製のオリジナル・モデルを使用。力強いピッキングが演奏特徴であり、演奏中に弦が切れることもしばしば。

## ディスコグラフィ

### リーダー・アルバム
- 『ブラック・オクトパス』 - Black Octopus (1978年、Eastworld)
- 『ポール・ジャクソンズ・ジャズ・フォー・キッズ』 - Paul Jackson's Jazz For Kids (1988年、Eastworld)
- 『ザ・ファンク・ストップス・ヒア』 - The Funk Stops Here (1992年、Tiptoe) ※with マイク・クラーク
- Conjunction (2001年、Buckyball) ※with マイク・クラーク
- Funk on a Stick (2005年、Back Door)
- 『グルーヴ・オア・ダイ』 - Groove or Die (2014年、Whirlwind)